# Aloe kraussii
Aloe kraussii är en grästrädsväxtart som beskrevs av John Gilbert Baker. Aloe kraussii ingår i släktet Aloe och familjen grästrädsväxter. Inga underarter finns listade i Catalogue of Life.